# Володимир Зеленко
Володимир (Зев) Зеленко (нар. 1973, Київ — 30 червня 2022) — американський сімейний лікар, відомий за просування коктейлю з трьох лікарських засобів: гідроксихлорохіну, сульфату цинку та азитроміцину в рамках експериментального амбулаторного лікування COVID-19, яке він пропагував як «Протокол Зеленка».
23 березня 2020 року Зеленко опублікував відкритий лист президенту США Дональду Трампу, в якому він стверджував, що успішно пролікував сотні своїх пацієнтів з COVID-19 за 5-денний курс свого протоколу. Протокол лікування Зеленка швидко здобув популярність серед кількох представників засобів масової інформації та різних посадових осіб адміністрації Трампа, включаючи Руді Джуліані, Шона Хенніті та керівника апарату Білого дому Марка Медоуза, незважаючи на попереджувальні повідомлення від експертів у галузі охорони здоров'я.

## Публічні виступи
У серпні 2021 році в російських ЗМІ з'явилося відео, в якому Володимир Зеленко дає інтерв'ю членам Рабинського суда. В цьому інтерв'ю Володимир заявив, що вакцини від Ковіду смертельні і від вакцинації помре 2 млрд чол.